# Översiktsplan
Översiktsplan (tidigare generalplan) är ett begrepp inom fysisk planering i Sverige och som avser ett dokument som varje kommun tar fram för att ange inriktningen för den långsiktiga utvecklingen av den fysiska miljön. Översiktsplanen omfattar hela kommunen och ska ge vägledning för hur mark- och vattenområden ska användas och hur den byggda miljön ska användas, utvecklas och bevaras.  
Av översiktsplanen ska bland annat också framgå hur kommunen avser att tillgodose riksintressen (Miljöbalkens 3 och 4 kapitel), och följa gällande miljökvalitetsnormer, samt redovisa lämpliga områden för landsbygdsutveckling i strandnära lägen där strandskyddet kan komma att upphävas. Vidare ska kommunen ge sin syn på risken för skador till följd av översvämning, ras, skred och erosion som är klimatrelaterade samt hur den risken ska hanteras genom bland annat klimatanpassningsåtgärder. Kommunen ska dessutom i översiktsplanen och i ett separat riktlinjedokument för bostadsförsörjning redovisa hur man avser att tillgodose det långsiktiga behovet av bostäder.

## Svenska förhållanden
Översiktsplanen (ÖP) introducerades med äldre Plan- och bygglagen (ÄPBL) år 1987 och ersatte flera äldre översiktliga planformer (t.ex. generalplan, kommunplan eller markdispositionsplan). Översiktsplanen är, till skillnad från detaljplan och områdesbestämmelser, inte juridiskt bindande men den är viktig då den är vägledande bland annat vid intressekonflikter mellan allmänna och enskilda intressen, mellankommunala intressen och intressekonflikter mellan staten och kommuner. Översiktsplanen tas fram genom en lagreglerad planprocess.
För en begränsad del av kommunen kan en fördjupning av översiktsplan (FÖP) upprättas. Flera angränsande kommuner kan, om de finner det nödvändigt, gemensamt utarbeta en regional översiktsplan eller regionplan.
Under åren direkt efter 1987 antog samtliga svenska kommuner översiktsplaner. Enligt PBL:s intentioner ska översiktsplanen aktualiseras under varje mandatperiod. Avsikten med detta är att diskussionen om kommunens utveckling alltid ska vara levande och att översiktsplanen alltid ska vara aktuell. Emellertid har många kommuner tolkat PBL så att det räcker med ett enkelt beslut om återaktualisering av befintlig översiktsplan, utan att planen i sig har förändrats. Detta förfarande har kritiserats av Boverket eftersom det kringgår PBL:s ursprungliga intentioner.

## Kända svenska översiktsplaner
- Lindhagenplanen, en generalplan för Stockholm framlagd år 1866 av en kommitté under ledning Albert Lindhagen.
- Generalplan för Stockholm 1952, ett översiktligt utbyggnadsprogram för Stockholms expansion efter andra  världskriget.
- Promenadstaden, översiktsplan för Stockholms kommun. Beslutet att anta planen vann laga kraft den 10 april 2012.

## Andra länder
Motsvarande översiktsplanering finns även i andra länder.
- Storbritannien: Land-use planning, Comprehensive plan, synoptic plan, structureplan, masterplan
- Frankrike: Plan directeur d'aménagement
- Tyskland: Übersichtsplan, Flächennutzungsplan